# Ashe 22
Ashe 22, pseudonimo di Hamza Khadraoui (Bab El Oued, 21 dicembre 1996), è un rapper algerino naturalizzato francese. È considerato, insieme a Gazo, Ziak e Freeze Corleone, uno dei principali esponenti della scena UK drill francese.

## Biografia
Hamza Khadraoui nasce a Bab El Oued, in Algeria, trasferendosi a Lione, in Francia, all'età di 10 anni. A 18 anni finisce in carcere per traffici internazionali di sostanze illecite, rimanendoci per tre anni. Uscito di prigione, decide di intraprendere una carriera musicale.

## Carriera
Nel 2018 entra a far parte del collettivo hip hop Lyonzon, originario di Lione, diventandone il leader. Nel marzo 2019 pubblica il suo primo mixtape da solista, intitolato Ashe Tape, Vol.1 e prodotto da GG, beatmaker dei Lyonzon. Nel resto dell'anno escono altri due mixtape, Free Splash e Ashe Tape, Vol.2, che gli permettono di guadagnare notorietà. Nel 2020 è la volta del quarto progetto, Movie Tape, che presenta per la prima volta delle strumentali più elaborate.
Un quinto mixtape, Ashe Tape, Vol.3, viene reso disponibile il 18 maggio 2021, e presenta le collaborazioni di Gazo e Freeze Corleone. Con quest'ultimo pubblica, il 4 marzo 2022, un album in studio collaborativo, dal titolo Riyad Sadio, in riferimento ai calciatori Riyad Mahrez e Sadio Mané, rispettivamente algerino e senegalese, come i due artisti.
Il 2023 è un anno molto produttivo per il rapper, che pubblica due album: Vingt-deux il 20 gennaio, e KH-22 il 1º dicembre. Nel primo sono presenti Central Cee, Soolking, Rim'K, ElGrandeToto, Hamza e Osirus Jack, mentre nel secondo Gazo, Baby Gang e Maes

## Stile musicale
La musica di Ashe 22 è caratterizzata dall'assenza quasi totale di melodie, come spesso accade nella UK drill, genere reso popolare dallo statunitense Pop Smoke e di cui Ashe è uno dei principali esponenti in Francia. I testi del rapper sono crudi e senza filtri, trattando argomenti come violenza, droga, donne e criminalità. Ha dichiarato di ispirarsi anche ad artisti come Chief Keef, Fredo Santana e Splurge.

## Discografia

### Album in studio
- 2022 – Riyad Sadio (con Freeze Corleone)
- 2023 – Vingt-deux
- 2023 – KH-22

### Mixtape
- 2019 – Ashe Tape, Vol.1
- 2019 – Free Splash
- 2019 – Ashe Tape, Vol.2
- 2020 – Movie Tape
- 2021 – Ashe Tape, Vol.3